# Alcyoniidae

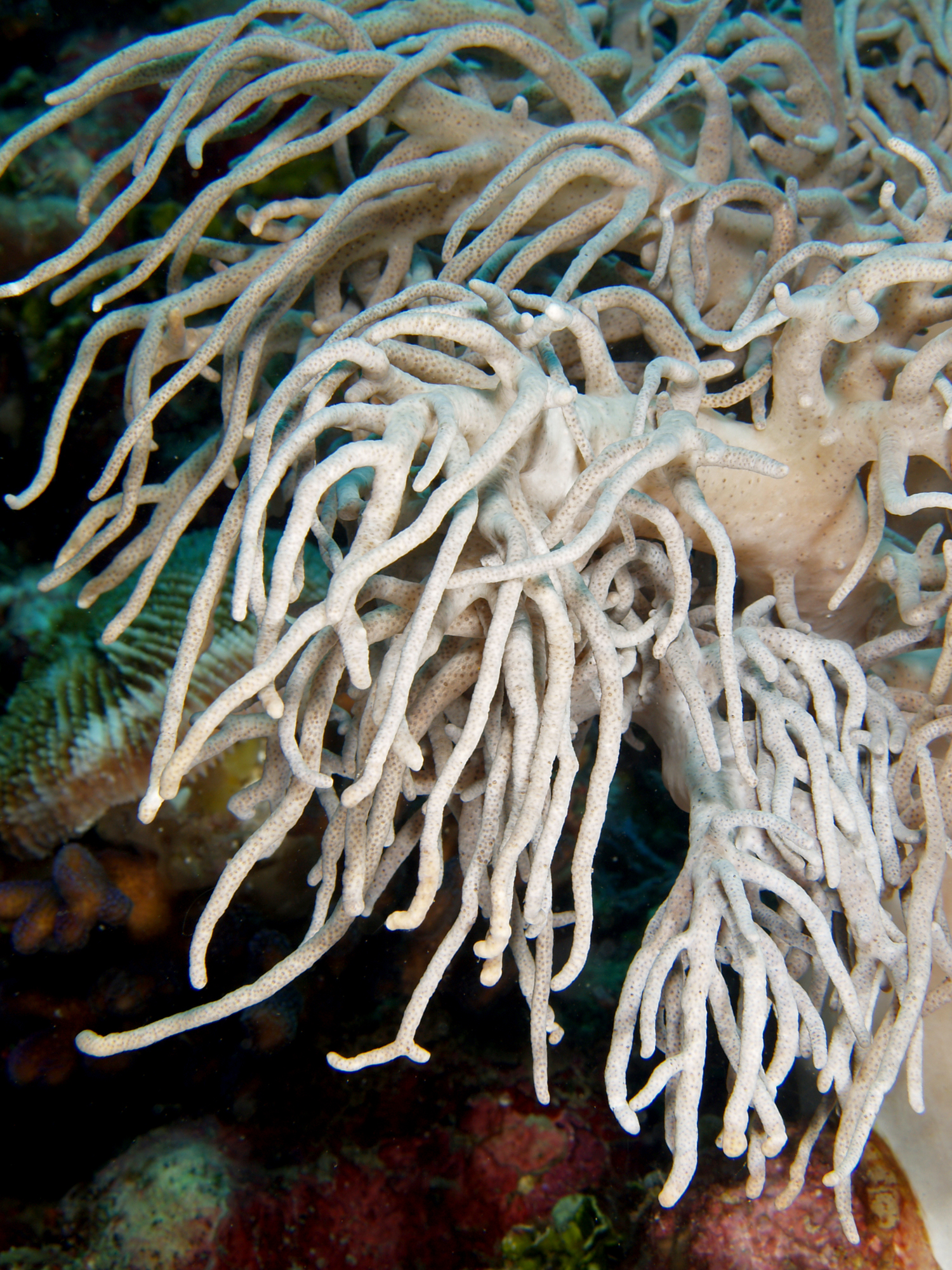
Sinularia flexibilis

Az Alcyoniidae a virágállatok (Anthozoa) osztályának szarukorallok (Alcyonacea) rendjébe, ezen belül az Alcyoniina alrendjébe tartozó család.
A WoRMS adatai szerint 533 elfogadott faj tartozik ebbe a korallcsaládba.

## Rendszerezés
A családba az alábbi 35 nem tartozik:
- Acrophytum Hickson, 1900 - 1 faj
- Alcyonium Linnaeus, 1758 - 62 faj; típusnem
- Aldersladum Benayahu & McFadden, 2011 - 2 faj
- Anthomastus Verrill, 1878 - 18 faj
- Bathyalcyon Versluys, 1906 - 1 faj
- Bellonella Gray, 1862 - 15 faj
- Cladiella Gray, 1869 - 61 faj
- Complexum Van Ofwegen, Aurelle & Sartoretto, 2014 - 10 faj
- Dampia Alderslade, 1983 - 1 faj
- Dimorphophyton (Williams, 1988) - 1 faj
- Discophyton McFadden & Hochberg, 2003 - 1 faj
- Elbeenus Alderslade, 2002 - 1 faj
- Eleutherobia Puetter, 1900 - 16 faj
- Heteropolypus Tixier-Durivault, 1964 - 5 faj
- Inflatocalyx - 1 faj
- Klyxum Alderslade, 2000 - 16 faj
- Lampophyton Williams, 1986 - 1 faj
- Lanthanocephalus Williams & Starmer, 2000 - 1 faj
- Lobophytum Marenzeller, 1886 - 61 faj
- Lohowia Alderslade, 2003 - 1 faj
- Malacacanthus Thomson, 1910 - 1 faj
- Minabea Utinomi, 1957 - 2 faj
- Notodysiferus Alderslade, 2003 - 1 faj
- Paraminabea Williams & Alderslade, 1999 - 10 faj
- Parerythropodium Kuekenthal, 1916 - 2 faj
- Protodendron Thomson & Dean, 1931 - 3 faj
- Pseudoanthomastus Tixier-Durivault & d'Hondt, 1974 - 5 faj
- Rhytisma Alderslade, 2000 - 4 faj
- Sarcophyton Lesson, 1834 - 51 faj
- Sinularia May, 1898 - 168 faj
- Skamnarium Alderslade, 2000 - 1 faj
- Sphaeralcyon Lopez-Gonzalez & Gili, 2005 - 3 faj
- Sphaerasclera McFadden & van Ofwegen, 2013 - 1 faj
- Thrombophyton - 2 faj
- Verseveldtia Williams, 1990 - 3 faj